# Skapagirio miškas
Skapagirio miškas este o arie protejată (sit de importanță comunitară — SCI) din Lituania întinsă pe o suprafață de 2.161 ha, integral pe uscat.

## Localizare
Centrul sitului Skapagirio miškas este situat la coordonatele 55°54′14″N 25°15′33″E / 55.9039°N 25.2592°E.

## Înființare
Situl Skapagirio miškas a fost declarat sit de importanță comunitară în iunie 2005 pentru a proteja 2 specii de animale.

## Biodiversitate
Situată în ecoregiunea boreală, aria protejată nu include niciun habitat protejat.
La baza desemnării sitului se află mai multe specii protejate de  nevertebrate (2): fluturele flitirar (Euphydryas maturna), fluturele purpuriu (Lycaena dispar).